# Kéfera Buchmann
Kéfera Buchmann de Mattos Johnson Pereira (Curitiba, 25 de janeiro de 1993), mais conhecida como Kéfera, é uma atriz e influenciadora digital brasileira. Ficou conhecida ao postar vídeos no YouTube, através do seu canal 5inco Minutos, sendo um dos primeiros canais do Brasil a atingir um milhão de inscritos. Em 2016 foi eleita pela revista Forbes como uma das jovens mais promissoras do Brasil.

## Biografia
Kéfera nasceu e cresceu em Curitiba, onde concluiu seu ensino fundamental e médio. Foi criada em um família católica. É filha de Zeiva (Zeivanez) Buchmann, que trabalha com publicidade. Depois do jardim de infância, estudou em uma escola católica, a mesma em que a mãe estudou. No ensino médio ficou indecisa entre cursar odontologia, psicologia ou engenharia química.
Estudou teatro por cinco anos. Retirou o registro de atriz (DRT, Delegacia Regional do Trabalho) em 2013 com a maior média na prova. Seu nome, "Kéfera", é de origem egípcia e significa "primeiro raio de sol da manhã". No colegial foi devota de Santo Antônio. É fluente e já trabalhou como professora de língua inglesa.
Kéfera sofria bullying quando mais jovem. "Eu odiava ir para a escola. Chorava todos os dias. E me culpava por estar crescendo (tanto cronologicamente quanto para os lados). Achava que se eu não estivesse ficando mais velha, não precisaria enfrentar a escola. Desejei ficar no jardim de infância para sempre. E olha que eu nem sabia o que me esperava." — Kéfera Buchmann, Muito Mais Que Cinco Minutos (2015)

## Carreira

### 2010–2014: Primeiros trabalhos
Em 25 de julho de 2010, Kéfera lançou seu primeiro vídeo monólogo em seu canal no YouTube, 5inco Minutos, intitulado "Vuvuzela". O canal surgiu sem pretensões, mas logo tomou força. Com o reconhecimento na internet, foi convidada para apresentar um programa de televisão próprio, o Zica, na Mix TV, um programa voltado para as novidades do mundo das celebridades adolescentes. O programa seguiu o formato do extinto Acesso MTV. Em 2012, esteve à frente do Boa na Pan, programa da rádio Jovem Pan FM Curitiba.
Em agosto de 2014, Kéfera mudou-se para uma casa em São Paulo, para morar sozinha e apresentar, no lugar de Fiuk, o programa Coletivation, ao lado do apresentador e comediante Patrick Maia. No entanto, dava-se conta de que a Viacom estava insatisfeita com a produção do programa pela Eyeworks. Coletivation ficou no ar até o final de setembro de 2014 e toda sua equipe foi comunicada de que não se renovaria o contrato. No mesmo ano, Kéfera fecha parceria de divulgação com a produtora "Paramaker" e "5inco Minutos". Participa na Parafernalha e no canal de Felipe Neto.No cinema, a atriz participou numa cena no filme brasileiro "A Noite da Virada" (2014) e foi convidada para a dublagem brasileira da personagem GoGo Tomago, da animação "Operação Big Hero" (2014), produzida pela Walt Disney Animation Studios e lançado pela Walt Disney Pictures.

### 2015–2016: Reconhecimento na TV nacional e primeiros filmes
No início de 2015, Kéfera e sua amiga Bruna Louise entraram em turnê com a peça "Deixa Eu Te Contar" nos teatros de todo o país. "It Brazil" a convidou para gravar a websérie #YOLOVEGAS, ao lado das vloggers Maddu Magalhães, Nah Cardoso e Taciele Alcolea. Os episódios foram gravados no festival Rock in Rio Las Vegas em maio pelo "Studio All Arts" e foram exibidos no canal do grupo "It Brazil" com a direção artística do diretor Fê e figurino assinado pela marca "Planet Girl".
No mesmo ano, lançou na Bienal do Livro do Rio de Janeiro seu livro "Muito Mais Que 5inco Minutos", pela editora Paralela; foi o mais vendido da Bienal. Depois da estreia literária, a atriz deu entrevista à Época; além de falar do livro, listou seus próximos possíveis projetos: "Tem acontecido muita coisa ao mesmo tempo, convites para a TV e até cinema. Tive uma reunião com o diretor Daniel Filho sobre um projeto para as telonas esses dias e foi muito bacana. Não tenho nada de concreto, mas bastante possibilidades. Quero estudar tudo com calma". Outro possível projeto é escrever e protagonizar três filmes, previstos para 2016. O primeiro, uma comédia para adolescentes, começaria a ser rodado na cidade ainda em novembro de 2015, ainda sem título definido. Com a paródia de "Bang", em novembro, Kéfera ganhou destaque na imprensa brasileira após bater o recorde do vídeo original, da cantora Anitta. No início de 2015, a diretora Cris D'Amato convidou Kéfera para participar da sequência do filme S.O.S. Mulheres ao Mar, porém em vez disso a diretora reservou Buchmann para protagonizar um filme, lançado em 2016, baseado no livro "Uma Fada Veio Me Visitar", de Thalita Rebouças. O longa-metragem chamar-se-ia É Fada, com direção da própria Cris D'Amato e produção do veterano Daniel Filho.
#JolieByYoutubers, em 24 de fevereiro de 2016, Kéfera Buchmann e outras das quatro das maiores youtubers do Brasil — Bruna Santina; Bruna Vieira, Bianca Andrade e Taciele Alcoela — juntas pela primeira vez, lançaram a coleção de jóias que assinaram para a Monte Carlo. Cada uma delas desenhou cinco pingentes que representam seus momentos favoritos e suas paixões para a coleção. Em abril de 2016 recusou fazer um teste para ser a nova apresentadora do Vídeo Show, alegando não ser o que queria fazer no momento. Em 10 de agosto de 2016, publicou a capa de seu segundo livro, intitulado "Tá Gravando. E Agora?", com lançamento para 26 de agosto de 2016.Em 18 de outubro de 2016, anunciou através de sua conta no Snapchat que deixaria de postar novos vídeos em seu canal no Youtube 5inco minutos por tempo indeterminado. "Preciso dar um tempo para a minha cabeça. De verdade", alegou Kéfera. Em 22 de novembro de 2016, a atriz postou um videoclipe-paródia (dirigido por ela mesma e Andre Pilli), em seu canal, "5inco Minutos", no YouTube, da canção Dia, Lugar e Hora, com a participação do próprio Luan Santana.

### 2017–2021: Novos trabalhos e primeiro Emmy Award
Em 2017, Kéfera fez esquetes para o seu canal no YouTube, paródias para a Ovomaltine, lançou seu terceiro livro (Querido Dane-se), apresentou ao lado de Luísa Sonza o Canta, Luan via YouTube e está no elenco do filme Gosto Se Discute Estrelou em  Espelho da Vida interpretando "Mariane" uma vilã atrapalhada e "Brigite" empregada da casa de Hildegard (Irene Ravache) na vida passada.
Em dezembro de 2018 anunciou que estaria em mais um filme intitulado "Eu sou mais Eu".Além de protagonizar o longa Eu Sou Mais Eu, Kéfera é produtora associada, a história foi desenvolvida a partir de argumento da própria.No dia 22 de novembro de 2019 estreou na netflix a série Ninguém Tá Olhando, série posteriormente cancelada, onde estrelou o papel de Miriam. Em 25 de julho de 2020, Kéfera lançou seu último vídeo monólogo em seu canal no YouTube, 5inco Minutos, intitulado "10 anos de canal". O vídeo serviu como despedida e o fechamento de um ciclo para a atriz na plataforma. No dia 23 de novembro de 2020, a série Ninguém Tá Olhando ganhou o Emmy Internacional na categoria de melhor série cómica.

### 2022-presente: É Foda, Gaslight e Pronto, Falei
Após 6 anos de pausa no teatro em maio de 2022, Kéfera anunciou que estaria de volta aos palcos.Em agosto de 2022 retornou aos palcos com o espetáculo “É Foda!”, que é uma peça de autoficção que transita ao longo de seus 12 anos de carreira. Parodiando a própria trajetória, Kéfera Buchmann apresenta uma tragicomédia no qual destaca momentos de sua carreira, as angústias e questionamentos da vida de uma atriz em busca da validação e reconhecimento do público para além da imagem da “garota da internet”, que conquistou uma legião de fãs.
Em setembro de 2022 a atriz integra o elenco do espetáculo “Gaslight – uma Relação Tóxica”, último trabalho de Jô Soares antes de sua morte. A obra é Baseada no filme homônimo sobre abuso psicológico nos relacionamentos afetivos, a peça retrata um casal em conflito. Na trama Kéfera interpreta a jovem e extrovertida Nancy, a nova arrumadeira do casarão.
No fim de outubro foi lançado o trailer de “Pronto, Falei”, filme que a atriz protagoniza junto a Nicolas Prattes, o protagonista que tem que lidar com as consequências de seus verdadeiros pensamentos referentes a sua namorada chefe, colegas e crush, em situações que fogem totalmente de seu controle.

## Controvérsias

### França
Kéfera recebeu diversas críticas de internautas após comentar, em sua página do Twitter, "Dia triste pras inimigas: fui pra Paris e não morri", na sequência dos atentados terroristas, no dia 13 de novembro de 2015. Logo após o episódio, a atriz explicou, também em sua conta do Twitter, que a frase foi especificamente e somente para aqueles que lhe desejaram a morte em Paris, e nada referente à tragédia ou as vítimas e que antes da frase, postou um tweet lamentando o ocorrido.

### Direito autoral
O destaque na imprensa aconteceu novamente em cima de uma paródia, desta vez de Work, da cantora Rihanna. O vídeo, lançado em 13 de abril de 2016, foi acusado de racismo. A grande repercussão do vídeo nas redes sociais se deve às críticas sobre o uso de blackface de Gustavo Stockler, namorado de Kéfera. Na paródia, Gusta supostamente apareceria com o rosto pintado para parecer negro e imitar Drake, cantor que participa da música original com Rihanna. No Snapchat, Kéfera se explicou: "Não queria falar nada pra galera acusando o Gustavo de blackface, mas Gustavo não passou maquiagem para ficar moreno. Ele é moreno! Colocou barba e peruca. A cor da pele dele é morena mesmo". Mais tarde o vídeo foi removido do YouTube, com a Warner alegando "infração de direito autoral". Kéfera respondeu: "A Warner, sem direito nenhum, reivindicou direitos autorais, sendo que nem monetizada a paródia estava".

### Condenação pela Justiça
Em novembro de 2017, Kéfera foi condenada em primeira instância a pagar R$ 25 000 a título de indenização por danos materiais e morais a um taxista. O caso que deu ensejo à indenização ocorreu em julho de 2015, quando Kéfera, solicitada a não comer sua marmita dentro do táxi, se rebelou contra o motorista e realizou filmagem, que posteriormente compartilhou com seus milhões de seguidores. A publicação exibia dados pessoais do taxista e estimulava ataques a ele. Tal atitude foi reputada como desproporcional e inconsequente pelo magistrado, levando à condenação.

### Programa Encontro com Fátima Bernardes
Em dezembro de 2018, Kéfera fez parte do programa Encontro com Fátima Bernardes, e durante um debate sobre feminismo, interrompeu um participante da plateia que opinava sobre o tema. Kéfera disse que o participante estava praticando mansplaining e manterrupting, termos que provocaram diversas controvérsias e memes nas redes sociais.

## Vida pessoal
Em 31 de maio de 2015, Kéfera publicou foto no Instagram dizendo que Gusta Stockler, do canal do YouTube "Nomegusta", a pedira em namoro. O namoro terminou em dezembro de 2016. Em 2021, Kéfera revelou que é bissexual.

## Filmografia

### Televisão /Streaming
| Ano  | Título             | Personagem      | Nota                                 |
| ---- | ------------------ | --------------- | ------------------------------------ |
| 2013 | Zica               | Apresentadora   | [ 48 ]                               |
| 2014 | Coletivation MTV   | Apresentadora   | [ 49 ]                               |
| 2017 | Pega Pega          | Ela mesma       | Episódio: "31 de agosto"             |
| 2018 | Espelho da Vida    | Mariane Cardoso | [ 51 ] [ 52 ]                        |
| 2018 | Espelho da Vida    | Brigite         | [ 53 ] [ 54 ]                        |
| 2019 | Ninguém Tá Olhando | Miriam          | Vencedora do Emmy Internacional 2020 |

### Filmes
| Ano  | Título                               | Personagem        | Nota           |
| ---- | ------------------------------------ | ----------------- | -------------- |
| 2012 | Contos Malditos da Vlogueira Cadáver | Vlogueira Cadáver | Curta-metragem |
| 2014 | Operação Big Hero                    | GoGo Tomago (voz) | Dublagem       |
| 2016 | É Fada                               | Geraldine         |                |
| 2016 | O Amor de Catarina                   | Catarina          |                |
| 2017 | Gosto Se Discute                     | Cristina Falcão   |                |
| 2019 | Eu Sou Mais Eu                       | Camilla Mendes    |                |
| 2022 | Pronto, Falei                        | Janaína           |                |

### Internet / Web
| Ano                    | Título        | Personagem               | Notas                                                    |
| ---------------------- | ------------- | ------------------------ | -------------------------------------------------------- |
| 2010–17, 2023-presente | 5inco Minutos | Ela mesma                |                                                          |
| 2011–17                | Kéfera Vlog   | Ela mesma                |                                                          |
| 2014                   | Parafernalha  | Amiga DJ                 | Episódio: "Tipos de Amigos que Você Encontra numa Festa" |
| 2022                   | Novelei       | Ela mesma/Odete Roitiman | Episódio: "Vale Tudo"                                    |

### Videoclipes
| Ano  | Canção         | Artista        |
| ---- | -------------- | -------------- |
| 2017 | "Medida Certa" | Jorge e Mateus |

## Teatro
| Período | Título                           | Personagem        |
| ------- | -------------------------------- | ----------------- |
| 2010    | Calígula                         | Cesonia           |
| 2010    | Quem Tem Medo da Família Addams? | Mortícia Addams   |
| 2011    | O Amor é Uma Flor Roxa           | —                 |
| 2012    | Eu Quero Sexo                    | Bianca/Sra. Diaba |
| 2012    | A Casa do Terror                 | —                 |
| 2014    | Deu Branco                       | Ela mesma         |
| 2015    | Deixa Eu Te Contar               | Ela mesma         |
| 2022    | É Foda                           | Ela mesma         |
| 2022    | Gaslight                         | Nancy             |

## Rádio
| Ano  | Programa   | Cargo         | Estação               |
| ---- | ---------- | ------------- | --------------------- |
| 2012 | Boa da Pan | Apresentadora | Jovem Pan FM Curitiba |

## Discografia
| Ano  | Título           | Álbum          |
| ---- | ---------------- | -------------- |
| 2016 | "Eu Sou Fadona"  | É Fada!"       |
| 2016 | "É Fada"         | É Fada!"       |
| 2019 | "Eu Sou Mais Eu" | Eu Sou Mais Eu |

## Prêmios e indicações
| Ano  | Prêmio                        | Categoria                            | Trabalho                               | Resultado |
| ---- | ----------------------------- | ------------------------------------ | -------------------------------------- | --------- |
| 2013 | Shorty Awards                 | Fansite                              | Frases da Kéfera                       | Indicada  |
| 2015 | Prêmio Jovem Brasileiro       | Humor                                | 5inco Minutos                          | Venceu    |
| 2015 | Prêmio Jovem Brasileiro       | Internet                             | 5inco Minutos                          | Venceu    |
| 2015 | Capricho Awards               | Youtuber Feminino do ano             | 5inco Minutos                          | Venceu    |
| 2015 | Capricho Awards               | Melhor Canal do YouTube              | 5inco Minutos                          | Venceu    |
| 2015 | Capricho Awards               | Melhor Webceleb no Instagram         | Kéfera                                 | Venceu    |
| 2016 | Prêmio Geração Glamour        | Youtuber do ano (2015)               | 5inco Minutos                          | Venceu    |
| 2016 | Meus Prêmios Nick             | Youtuber Feminina Favorita           | 5inco Minutos                          | Venceu    |
| 2016 | Prêmio Febre Teen             | Melhor YouTuber                      | 5inco Minutos                          | Venceu    |
| 2016 | Prêmio Febre Teen             | Melhor Livro                         | Muito Mais Que 5inco Minutos           | Venceu    |
| 2016 | Prêmio Febre Teen             | Melhor Snapchat                      | Kéfera                                 | Venceu    |
| 2016 | Prêmio Febre Teen             | Web Celebridade do Ano               | Kéfera                                 | Indicada  |
| 2016 | Prêmio Jovem Brasileiro       | Melhor Snapchat                      | Kéfera                                 | Indicada  |
| 2016 | Prêmio Jovem Brasileiro       | Personalidade da Internet            | Kéfera                                 | Indicada  |
| 2016 | Prêmio Jovem Brasileiro       | Melhor Humorista                     | Kéfera                                 | Indicada  |
| 2016 | Prêmio Jovem Brasileiro       | Jovem do Ano                         | Kéfera                                 | Indicada  |
| 2016 | Prêmio Jovem Brasileiro       | Melhor Programa ou Websérie          | 5inco Minutos                          | Indicada  |
| 2016 | Capricho Awards               | Humor                                | Kéfera                                 | Indicada  |
| 2016 | Capricho Awards               | Casal Real                           | Kéfera e Gusta Stockler                | Indicada  |
| 2017 | Kids' Choice Awards           | Personalidade Brasileira Favorita    | Kéfera                                 | Indicada  |
| 2017 | Meus Prêmios Nick             | Youtuber Feminina Favorita           | 5inco Minutos                          | Venceu    |
| 2017 | Prêmio Jovem Brasileiro       | Youtuber do Ano                      | 5inco Minutos                          | Indicada  |
| 2017 | Prêmio Jovem Brasileiro       | Melhor Canal do YouTube              | 5inco Minutos                          | Indicada  |
| 2017 | Prêmio Jovem Brasileiro       | Personalidade da Internet            | Kéfera                                 | Indicada  |
| 2017 | Capricho Awards               | Influencer do Ano                    | Kéfera                                 | Indicada  |
| 2018 | MTV Millennial Awards         | Paródia do Ano                       | Dez Pras Cinco (com Felipe Castanhari) | Indicada  |
| 2019 | Prêmio Extra de Televisão     | Revelação                            | Espelho da Vida                        | Venceu    |
| 2021 | Prêmio iBest                  | Influenciador Paraná (júri academia) | Kéfera                                 | Venceu    |
| 2022 | Prêmio iBest                  | Influenciador Paraná                 | Kéfera                                 | Indicada  |
| 2023 | Festival Sesc Melhores Filmes | Melhor Atriz Nacional                | Pronto, Falei                          | Indicada  |
| 2023 | Prêmio iBest                  | Influenciador Paraná                 | Kéfera                                 | Top 20    |
| 2023 | Prêmio Bibi Ferreira          | Melhor Atriz Coadjuvante em Peça     | Gaslight – Uma Relação Tóxica          | Pendente  |